# F. Holland Day

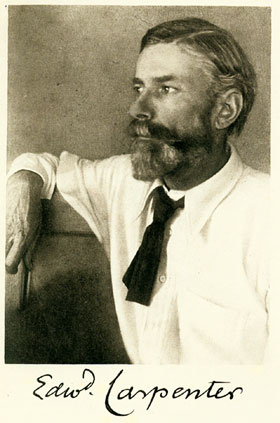
Portrét Edwarda Carpentera

Fred Holland Day (23. července 1864 South Dedham, dnes Norwood, Massachusetts – 12. listopadu 1933 tamtéž) byl americký malíř, fotograf, vydavatel a filantrop. Společně s  Alfredem Stieglitzem a Edwardem Steichenem prosazoval ve Spojených státech výtvarnou fotografii. Se svými patetickými a symbolickými inscenovanými snímky se řadí k piktorialistům.

## Život
Narodil se v zámožné obchodnické rodině, takže nebyl závislý na penězích. Jeho otec Lewis Day byl obchodník s kůží a podnikatel. Matka Anna Smith Dayová byla filantropka, která se věnovala charitativní činnosti. Fred Holland Day byl sociálním cítěním své matky velmi ovlivněn. Byl také vášnivým milovníkem umění, fotografie a literatury. Již ve svých dvaceti letech měl rozsáhlou soukromou knihovnu s pracemi romantického básníka Johna Keatse a francouzského spisovatele Honoré de Balzaca. Day zachovával věrnost tradici estetismu, studoval díla Waltera Patera a Algernona Swinburna. Inspirován stylem Arts and Crafts, založil v roce 1884 s Herbertem Copelandem nakladatelství Copeland and Day podle vzoru společnosti Kelmscott Press Williama Morrise. Nakladatelství vydávalo ručně vyráběné unikátní tisky především anglické literatury, například Danteho Gabriela Rossettiho nebo Dayova přítele Oscara Wilda. Nakladatelství Copeland a Day zajistilo americké vydání Wildeho Salome s ilustracemi významného výtvarníka Aubrey Beardsleyho, dále vydávalo výtvarný a literární magazín The Chap-Book a adaptaci britské Žluté knihy. I přes vydání zhruba sto knih a periodik nebylo nakladatelství obchodně úspěšné a v roce 1899 ukončilo činnost.
Okolo roku 1886 začal Day fotografovat. Pokoušel se také jako spisovatel zkoumat vztah mezi fotografií a malbou a usiloval mnoha výstavami a sympozii o uznání a příslušnost fotografie k výtvarnému umění. Dayovy vlastní práce, s ohledem na jeho sexuální orientaci, obsahovaly často nahé mužské akty a během jeho života byly vnímány velmi kontroverzně.
Přibližně na konci 80. let se setkal s fotografkou Mary Devensovou a významně ovlivnil její kariéru podporováním a obhajobami její práce. Sám osobně předložil pět jejích tisků na londýnském fotografickém Salonu v roce 1898 a také ji seznámil s fotografem Alfredem Stieglitzem, se kterým si pravidelně po mnoho let dopisovala. Holland Day podpořil její umění také na známé přednášce Fotografie jako umění v Harvardském fotografickém klubu v roce 1900 a zařadil několik jejích tisků na jeho výstavu Nová škola americké fotografie (The New School of American Photography) v roce 1901.
I když se sám nepřiřazoval k žádné víře, zabýval se v období 1896–1898 křesťanskými otázkami. Návštěva Oberammergau v roce 1890 jej inspirovala k pašijové sérii. Rozruch způsobil v létě roku 1898 při aranžování scény pro sérii ukřižování na kopci. Při tom mu pomáhalo několik jeho sousedů oblečených v šatech římských legionářů a on sám převzal roli Ježíše Krista. Série pojmenovaná Posledních sedm slov Krista má představovat poslední slova Ježíše. Day byl za své činy ve své době velmi kritizován.
Jeho dalším tématem byla cestovatelská fotografie. Na jednom snímku s názvem Portrait of F. Holland Day in Arab Costume z roku 1901 se nechal zachytit od svého mladšího kolegy Fredericka Evanse v arabských šatech.
Pro svou práci používal výhradně platinotisk (platinotypii), protože kvalitu jiných metod nepovažoval za dostatečnou. Avšak během první světové války, kdy byl obchod s platinou zakázán, skončil Day s fotografií úplně.
Day trávil hodně času podporou dětí přistěhovalců v Bostonu. Dohlížel na ně a učil je číst. Jedním z jeho žáků byl Chalíl Džibrán z Libanonu, který se později stal známým malířem a spisovatelem, autorem románu  Prorok. Do užšího okruhu přátel Hollanda Daye patřili například Aubrey Beardsley, básník Louise Imogen Guiney nebo architekt Ralph Adams Cram. V devadesátých letech jej zaujaly krásné portréty a zátiší kolegyně bostonské fotografky Sarah Choate Sears.
Day zachovával do roku 1916 svůj fotografický ateliér v Bostonu. V pozdějších letech byl upoután na lůžko. Zemřel v roce 1933 v domě svých rodičů v Norwoodu, kde je dnes muzeum The F. Holland Day House & Norwood History Museum.

## Dílo
Vyvrcholením jeho fotografické kariéry byla v roce 1900 reprezentativní výstava Královské fotografické společnosti. Z celkem 375 prací čtyřiceti dvou fotografů 103 snímků patřilo jemu.
V roce 1899 se v Bostonu Holland Day setkal s fotografkou Zaidou Ben-Yusufovou a v ateliéru pořídil několik jejích portrétních snímků.
Tentýž rok se svým vzdáleným příbuzným Alvinem Langdonem Coburnem odjel do Londýna. Okolo roku 1900 uspořádal pro Královskou fotografickou společnost expozici The New School of American Photography, kde byla také zastoupena fotografka Zaida Ben-Yusufová. Podporoval a povzbuzoval v malbě Chalíla Džibrána, jehož kresby použil na přebal knihy. Společně s Josephinou Peabodyovou Džibránovi připravili debutovou výstavu, která byla otevřena 3. května 1904 a byla široce uznávána. Džibrán stál fotografovi často modelem – nejznámější jsou fotografie ztvárňující jej jako sv. Šebestiána nebo Ježíše.

## Posmrtný osud
V letech 1990–2000 po významných změnách v akceptování sexuální orientace jeho prestiž pozoruhodně rostla a dnes je považován za jednoho z největších mistrů umělecké fotografie v Americe. V jeho domě v Norwoodu bylo otevřeno muzeum The F. Holland Day House & Norwood Historie Museum.

## Galerie

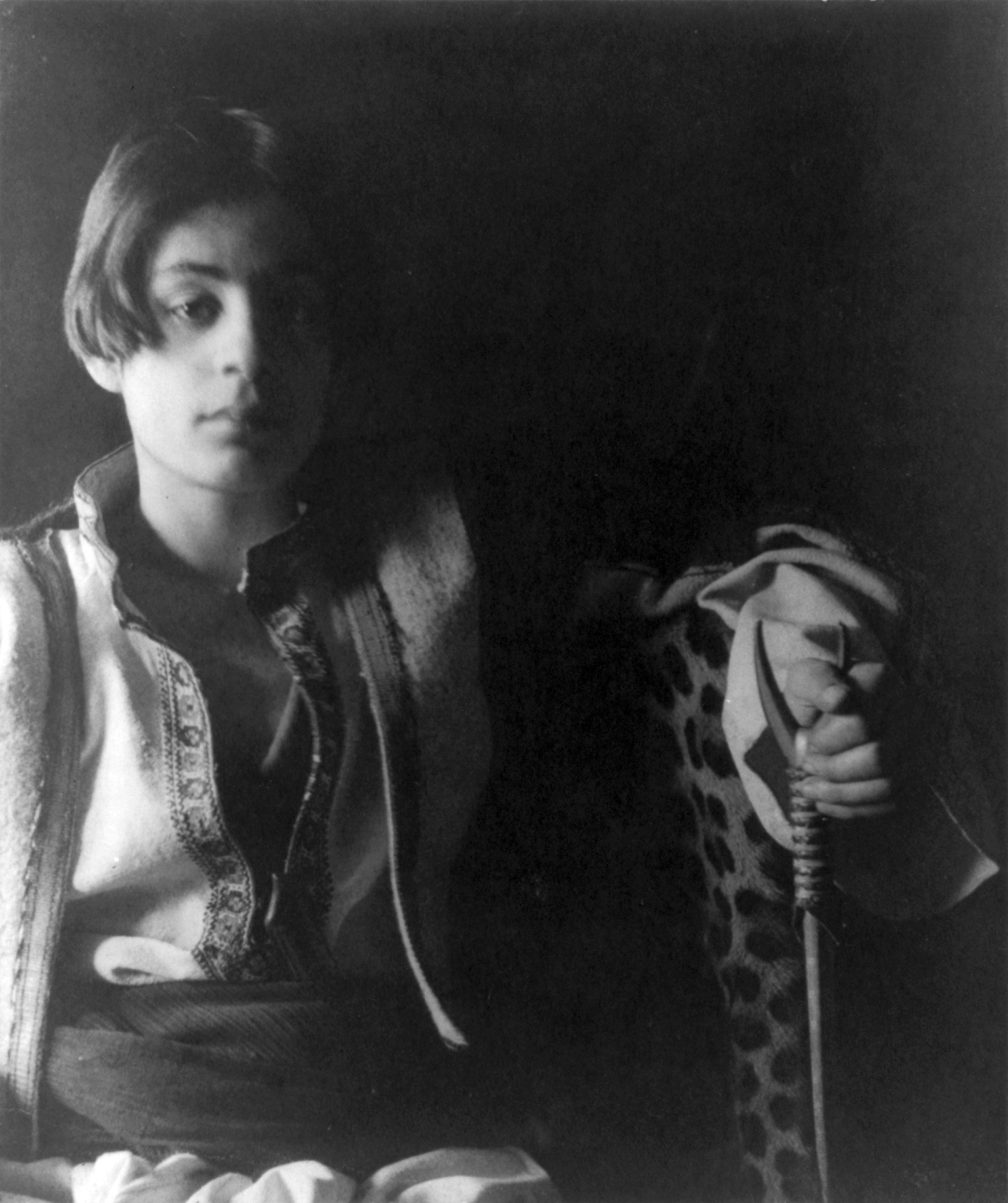
Mladý Chalíl Džibrán, nedatováno
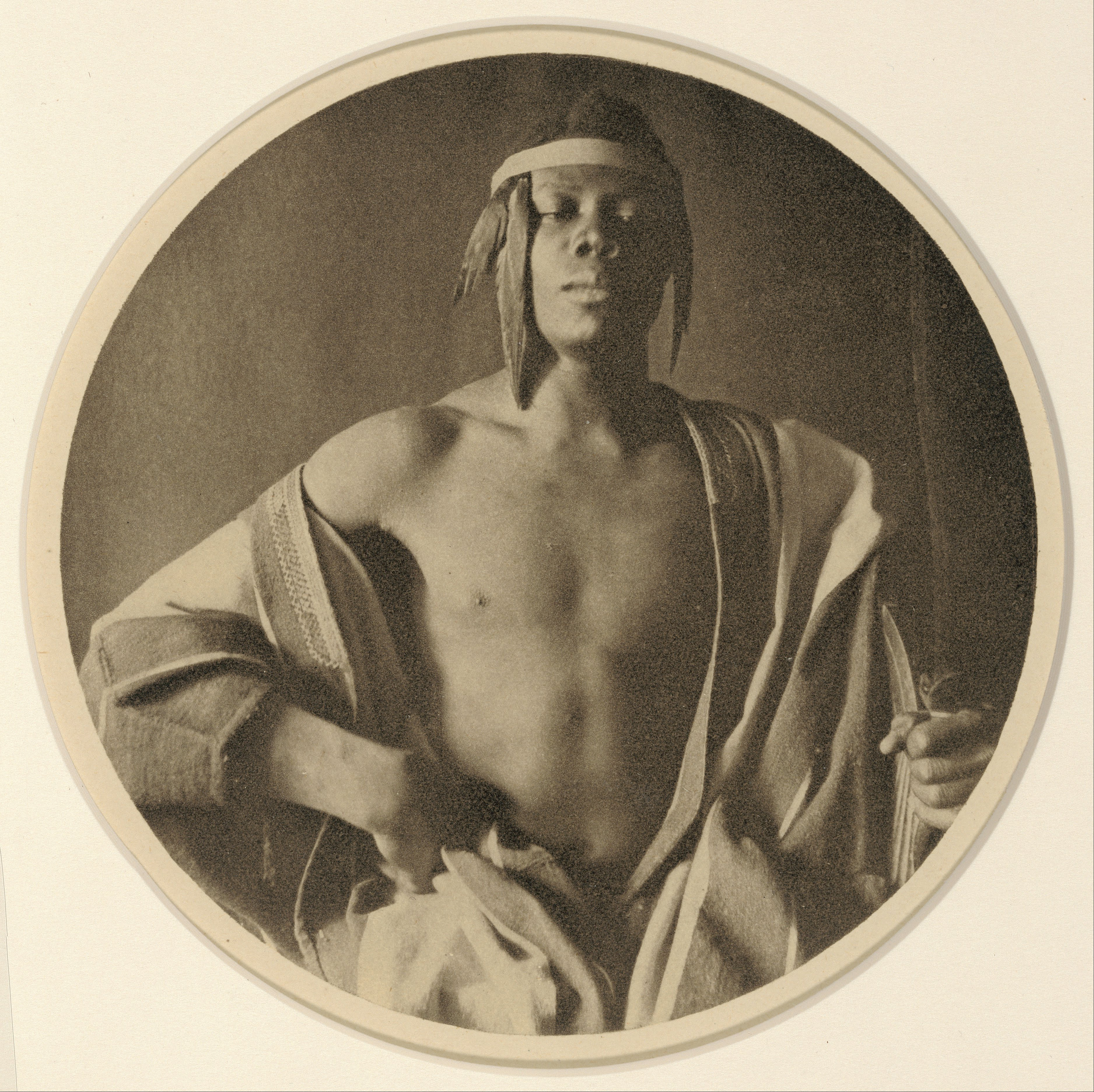
Válečník Tannyhill jako král, 1897
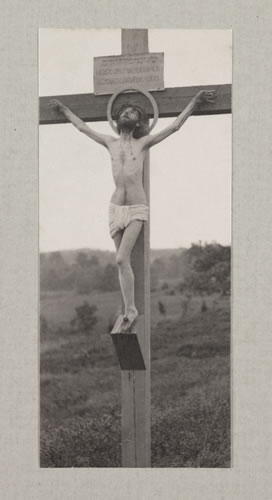
Ukřižování, Autoportrét fotografa, 1898
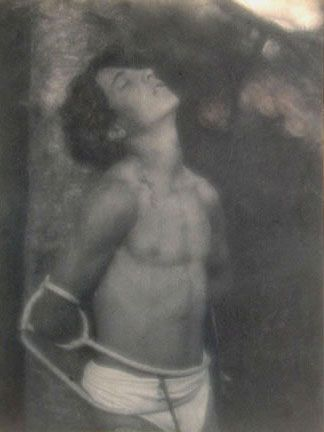
Svatý Šebestián, okolo 1906
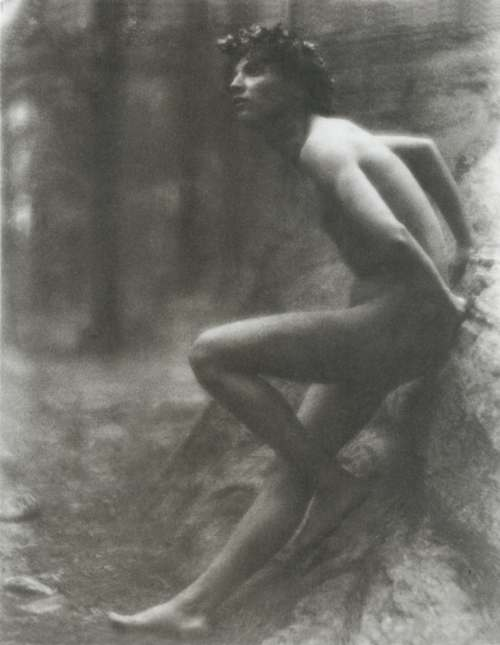
F. Holland Day: Youth Sitting on a Stone (Nicola Giancola), 1907

## Srovnání
Srovnání kompozic u různých autorů v různých dobách. Podobné kompozice vytvářeli Wilhelm von Gloeden, Fred Holland Day, Hippolyte Flandrin, Wilhelm von Plüschow, Gaetano D'Agata, Tony Patrioli nebo Robert Mapplethorpe.

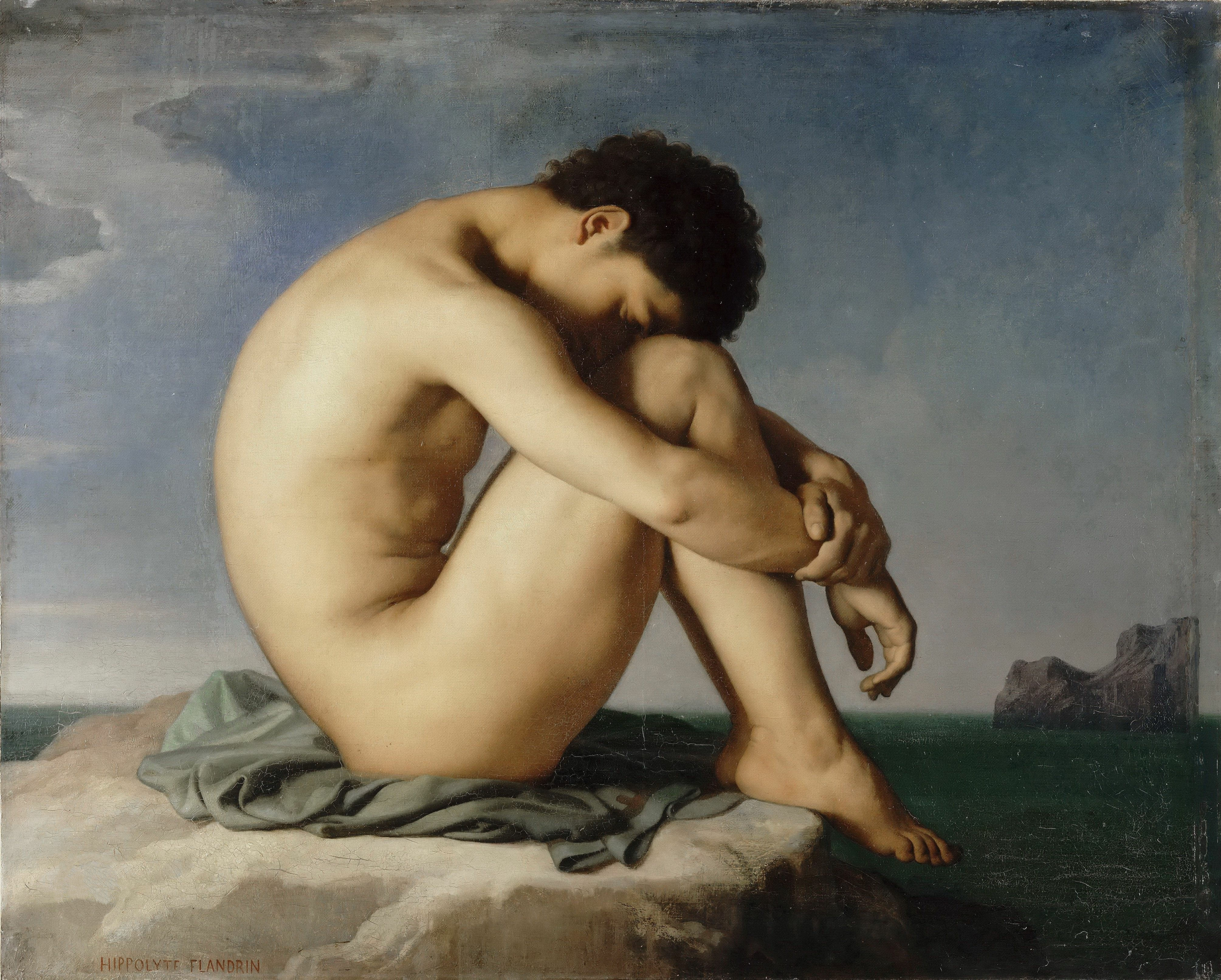
Hippolyte Flandrin (1805-1864): Mladík u moře, olej na plátně, 1855, Musée du Louvre, Paříž
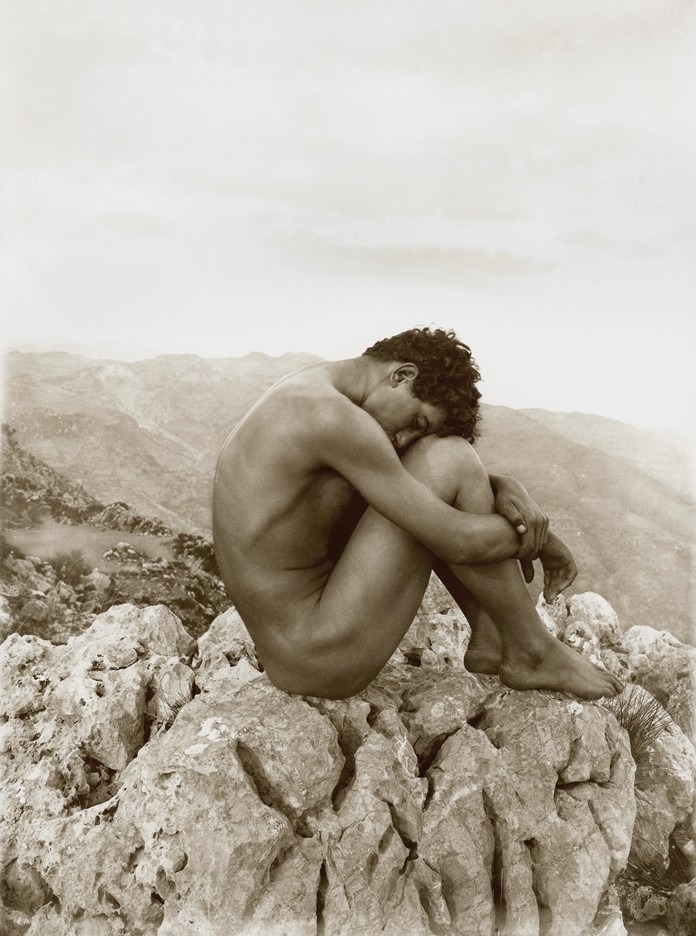
Wilhelm von Gloeden (1856-1931): Kain, asi 1902
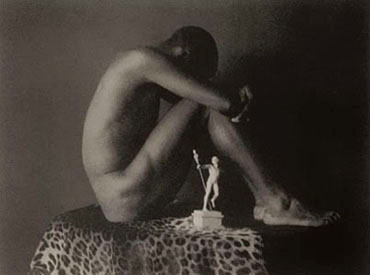
Fred Holland Day (1864-1933), Ebony and ivory, 1898
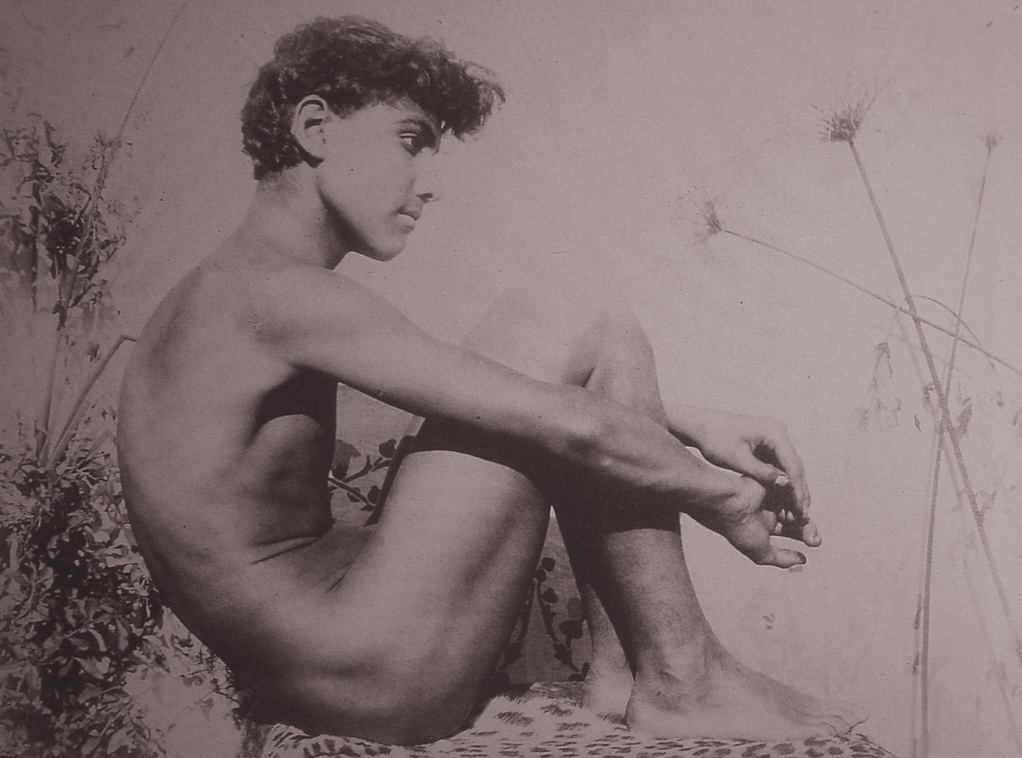
Wilhelm von Plüschow: Mužský akt, Řím, asi 1900